# دیال‌لی
دیال‌لی (به لاتین: Diyallı) یک منطقه مسکونی در جمهوری آذربایجان است که در شهرستان اسماعیللی واقع شده است. دیال‌لی ۲۰۱۶ نفر جمعیت دارد.